# Церковный грим
Церковный грим (англ. Church Grim, Kirk Grim, швед. Kyrkogrim, фин. Kirkonväki) — фигура английского и скандинавского фольклора. Являют собой духов, следящих за благосостоянием отдельной церкви. Английские церковные гримы любят слушать звон колокола. Могут являться в виде чёрных собак или в виде маленьких, непропорциональных темнокожих человечков.
Шведские гримы представляются в виде духов животных, принесённых в жертву при постройке церкви во время раннего христианства. В некоторых частях Европы, включая Великобританию и Скандинавию, чёрных собак хоронили заживо на северной стороне новой церкви, чтобы создать духа-хранителя, церковного грима, чтобы оберегать церковь от дьявола.

## Использование образа в литературе
Рассказ The Church-grim, написанный Иденом Филлпоттсом, был опубликован в журнале The Century Magazine за сентябрь 1914 года.
В книге Гарри Поттер и узник Азкабана, Сивилла Трелони, преподаватель прорицаний, увидела в чайных листьях Гарри Грима, которого она назвала «чёрной собакой, посещающей кладбища».